# Kraftwerk Datan
Das Kraftwerk Datan (大潭發電廠), auch Kraftwerk Tatan, ist ein GuD-Kraftwerk im Bezirk Guanyin, regierungsunmittelbare Stadt Taoyuan, Taiwan, das an der Formosastraße liegt. Die installierte Leistung beträgt mit Stand November 2022 knapp 5 GW; sie soll bis 2024 um ca. 2,5 GW erweitert werden. Damit ist Datan das leistungsstärkste GuD-Kraftwerk in Taiwan. Das Kraftwerk ist im Besitz von Taipower und wird auch von Taipower betrieben.

## Kraftwerksblöcke
Das Kraftwerk besteht gegenwärtig aus neun Blöcken. Die folgende Tabelle gibt einen Überblick:
| Block | Max. Leistung (MW) | Betriebsbeginn | Turbine | Generator | Dampfkessel | Status     |
| ----- | ------------------ | -------------- | ------- | --------- | ----------- | ---------- |
| 1     | 742,7              | 17.08.2006     | MHI     | Melco     | MHI         | in Betrieb |
| 2     | 742,7              | 26.12.2006     | MHI     | Melco     | MHI         | in Betrieb |
| 3     | 724,7              | 12.11.2007     | MHI     | Melco     | MHI         | in Betrieb |
| 4     | 724,7              | 12.11.2007     | MHI     | Melco     | MHI         | in Betrieb |
| 5     | 724,7              | 03.07.2008     | MHI     | Melco     | MHI         | in Betrieb |
| 6     | 724,7              | 14.01.2009     | MHI     | Melco     | MHI         | in Betrieb |
| 7     | 600 (913)          | 28.03.2018     | GE      |           |             | in Betrieb |
| 8     | 1120               | (2022)         | GE      |           |             | in Bau     |
| 9     | 1120               | (2023)         | GE      |           |             | in Bau     |

Die Blöcke 1 und 2 bestehen aus je drei Gasturbinen (GT) sowie einer nachgeschalteten Dampfturbine (DT); die Leistung der DT liegt bei 282 MW. Die Blöcke 3 bis 6 bestehen aus je zwei GT sowie einer nachgeschalteten DT. Der Block 7 besteht aus zwei GT mit einer Leistung von je 300 MW; er wird derzeit durch eine DT mit einer Leistung von 300 MW erweitert, die 2024 in Betrieb gehen soll.
Die Blöcke 8 und 9 bestehen aus je zwei GT sowie einer nachgeschalteten DT. Die installierte Leistung der beiden Blöcke liegt bei zusammen 2247 MW; die Blöcke sollen 2022 bzw. 2023 in Betrieb gehen.
An die GT ist jeweils ein Abhitzedampferzeuger angeschlossen; die Abhitzedampferzeuger versorgen dann die DT.

## Störfälle
Am 15. August 2017 kam es zu einem zeitweiligen Ausfall der Stromversorgung, der weite Teile Taiwans, darunter die Großstädte Taipeh, Neu-Taipeh, Taichung, Tainan und Kaohsiung betraf. Ursache war ein, nach Auskunft des Kraftwerkbetreibers „versehentliches“ Abschalten von einem der sechs Generatoren im Kraftwerk Datan. Die Energieproduktion des Kraftwerks fiel daraufhin um 4 Millionen KW, was in der Folge dazu führte, dass etliche Relaisstationen in den Energiesparmodus schalteten. Insgesamt waren 6,68 Millionen Haushalte (etwa die Hälfte der 13 Millionen in Taiwan) von dem Stromausfall betroffen. Es war der größte Stromausfall seit dem Jiji-Erdbeben von 1999.

## Sonstiges
Die Kosten für die Erweiterung von Block 7 werden mit 340 Mio. USD angegeben. Die Kosten für die Errichtung der Blöcke 8 und 9 werden mit 130 Mrd. JPY (bzw. 1,17 oder 1,2 Mrd. USD) angegeben.